# Johann Adolph Hartmann
Johann Adolph Hartmann oder Johann Adolf Hartmann (auch Adolf Hartmann; * 10. März 1680 in Münster (Westfalen); † 28. Oktober 1744 in Marburg) war ein deutscher Historiker und Hochschullehrer.

## Leben
Hartmann war Sohn eines kaiserlichen Notarius, Prokurator und Siegelbewahrer beim geistlichen Gericht in Münster. Er erhielt seinen ersten Unterricht im Elternhaus. Ab 1689 besuchte er das Gymnasiums in Münster, bevor er am 3. Mai 1698 als Novize bei den Jesuiten aufgenommen wurde. Er war zunächst am Jesuitenkolleg Trier, bevor er in Emmerich an der Jesuitenschule Beredsamkeit und Dichtkunst lehrte.
Hartmann war ab 1705 zunächst an verschiedenen Stationen kurzzeitig für die Jesuiten tätig und sollte dann 1713 von Portugal aus als Missionar nach Ostindien aufbrechen. Er kam allerdings aufgrund von Verzögerungen auf seiner Anreise zu spät in Portugal an, um eines der Schiffe nach Ostindien zu erreichen. Nachdem er in Portugal erkrankte, schickte ihn der Provinzial der Jesuiten in Portugal in die deutschen Lande zurück. Er war anschließend in Paderborn und Hildesheim tätig.
Hartmann hatte Zweifel an der katholischen Lehre und wandte sich deshalb nach Kassel. Dort trat er zum evangelisch-reformierten Glauben über. Noch 1715 wurde er vom Landgrafen Karl von Hessen-Kassel mit einem Gehalt ausgestattet. Anschließend erhielt er die Erlaubnis am Collegium Carolinum zu Kassel zu unterrichten. Am 27. Juli 1716 erfolgte seine Ernennung zum Professor der Philosophie und Dichtkunst am Collegium Carolinum. 1722 wurde er als Nachfolger von Johann Hermann Schmincke ordentlicher Professor der Geschichte und Beredsamkeit an der Universität Marburg. Dort war er 1736 und 1742 Dekan der Philosophischen Fakultät. 
Hartmanns Hauptwerk ist das dreibändige Historia Hassiaca in auditorum usum concinnata. Seine Interessen galten der hessischen Geschichte, Quellenkunde, Genealogie, Heraldik, Geografie und den römischen Altertümern.

## Werke (Auswahl)
- Panegyricus viro illustrissimo ... Domino Ioan Friderico Lib. Baroni de Stain ... praematura, sed Christiana, morte defuncto, Müller, Marburg 1735.
- De ambarvalibus pontificiorum, von der Creutz- oder Bett-Wochen, Müller, Marburg 1740.
- Historia Hassiaca, 3 Bände, Müller, Marburg 1741–1746.